# Ciclismo nos Jogos Pan-Americanos de 2023 - Madison masculino
A prova do madison masculino do ciclismo nos Jogos Pan-Americanos de 2023 foi disputada em 27 de outubro de 2023 no Velódromo, em Peñalolén. Um total de 14 ciclistas de sete Comitês Olímpicos Nacionais (CON) participaram do evento.

## Calendário
Horário local (UTC−3).
| Data          | Hora  | Fase   |
| ------------- | ----- | ------ |
| 27 de outubro | 19:21 | Finais |

## Medalhistas
| Ouro   | MEX Fernando Nava e Ricardo Peña       |
| Prata  | COL Juan Esteban Arango e Jordan Parra |
| Bronze | USA Colby Lange e Grant Koontz         |

## Resultados
A classificação final dos ciclistas definem os medalhistas.
| Pos.              | Ciclistas                        | CON                | Sprint | Sprint | Sprint | Sprint | Sprint | Sprint | Sprint | Sprint | Sprint | Sprint | Sprint | Sprint | Sprint | Sprint | Sprint | Sprint | Sprint | Sprint | Sprint | Sprint | Pts. volta | Ordem final | Total |
| Pos.              | Ciclistas                        | CON                | 1      | 2      | 3      | 4      | 5      | 6      | 7      | 8      | 9      | 10     | 11     | 12     | 13     | 14     | 15     | 16     | 17     | 18     | 19     | 20     | Pts. volta | Ordem final | Total |
| ----------------- | -------------------------------- | ------------------ | ------ | ------ | ------ | ------ | ------ | ------ | ------ | ------ | ------ | ------ | ------ | ------ | ------ | ------ | ------ | ------ | ------ | ------ | ------ | ------ | ---------- | ----------- | ----- |
| Medalha de ouro   | Fernando Nava Ricardo Peña       | MEX México         |        | 2      |        | 5      | 5      | 5      | 5      | 3      | 5      |        | 5      | 3      | 1      | 3      | 5      | 5      | 5      | 2      | 5      | 6      | 20         | 2           | 90    |
| Medalha de prata  | Juan Esteban Arango Jordan Parra | COL Colômbia       | 1      | 3      | 2      | 3      | 3      |        | 3      | 2      | 2      |        | 1      | 2      | 3      | 2      | 3      | 1      | 1      | 1      | 3      | 10     | 0          | 1           | 46    |
| Medalha de bronze | Colby Lange Grant Koontz         | USA Estados Unidos |        |        | 1      |        | 1      |        |        | 5      |        | 2      |        |        |        | 5      |        |        |        | 5      |        | 4      | 20         | 3           | 43    |
| 4                 | Cristian Arriagada Jacob Decar   | CHI Chile          | 5      |        |        |        |        | 3      | 2      |        |        | 5      | 3      | 5      | 5      |        | 2      | 3      | 3      | 3      | 2      | 2      | 0          | 4           | 43    |
| 5                 | Christopher Ernst Michael Foley  | CAN Canadá         | 2      | 5      | 3      | 1      | 2      | 2      | 1      | 1      | 3      | 1      | 2      | 1      | 2      | 1      | 1      | 2      | 2      |        | 1      |        | 0          | 5           | 33    |
|                   | Armando Camargo Kacio Freitas    | BRA Brasil         |        |        | 5      | 2      |        |        |        |        |        |        |        |        |        |        |        |        |        |        |        |        | –40        | 0           | DNF   |
|                   | Marcos Méndez Tomás Contte       | ARG Argentina      | 3      | 1      |        |        |        | 1      |        |        | 1      | 3      |        |        |        |        |        |        |        |        |        |        | 0          | 0           | DSQ   |